# Церковь коренных американцев

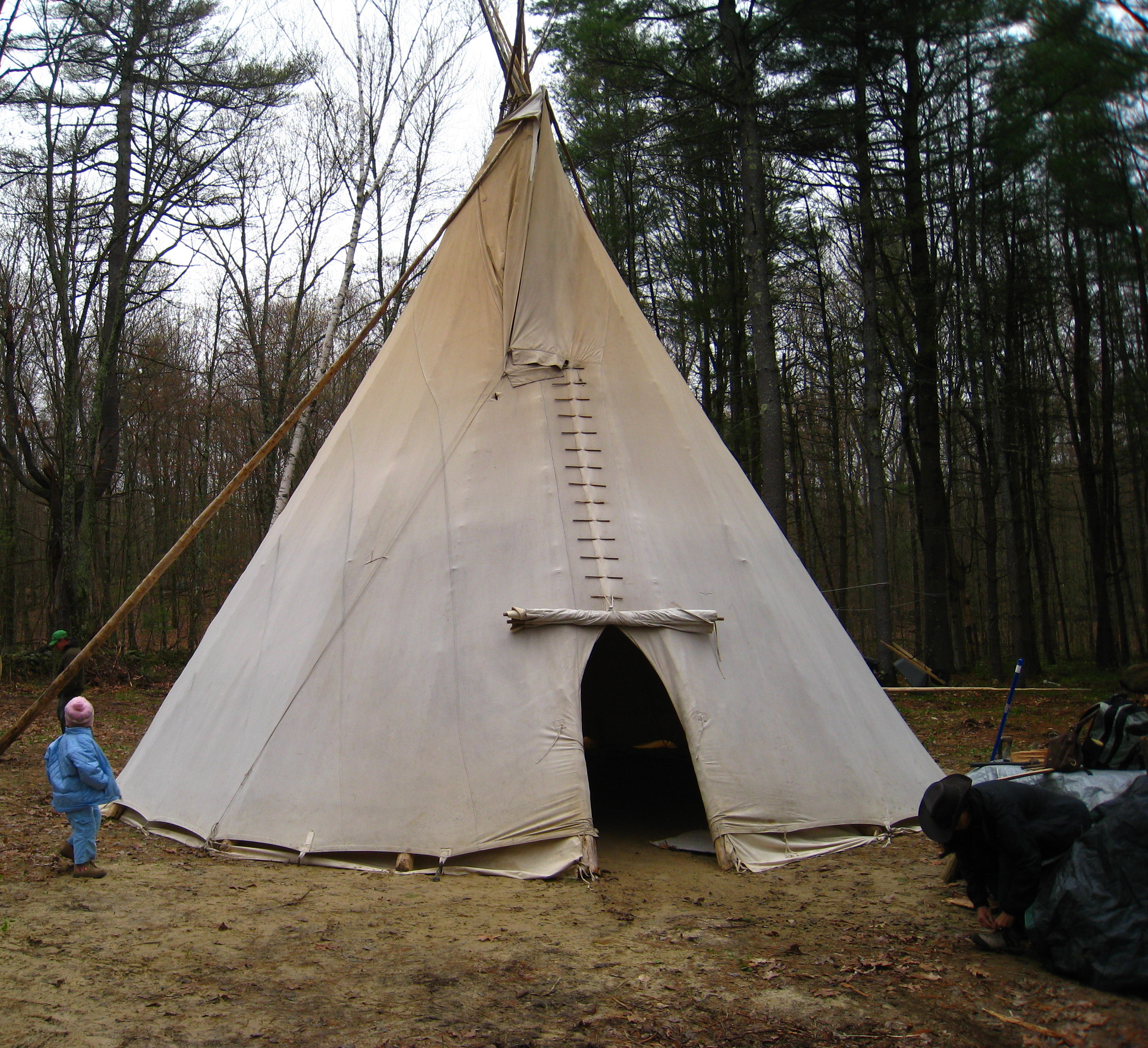
Типи для проведения церемоний

Церковь коренных американцев (англ. Native American Church (в энциклопедии «Народы и религии мира» (2000) принят перевод «Туземная американская церковь», ранее в ходу был вариант «Аборигенная американская церковь»); также известна как «пейотизм», англ. Peyotism) — религиозная конфессия в США, практикующая употребление галлюциногенного кактуса пейотль в культово-церемониальных целях. Церковь возникла в штате Оклахома, куда в конце XIX века было переселено множество индейских племён, и в настоящее время широко распространена среди коренных народов США. Одним из ранних известных последователей культа пейоте был вождь команчей Куана Паркер.
Церковь существует с 1944 года и имеет сотни тысяч последователей. Подразделяется на три фракции: навахскую, ютскую и кроу-виннебагскую. Имеет «очаги» (Fire Places) в Аризоне, Калифорнии, Неваде, Нью-Мексико, Оклахоме, Северной Дакоте, Южной Дакоте и других штатах. Вероучение — смесь индейских религий и христианства. Службы проводятся в субботу вечером, когда кругом особенно много соблазнов. Атрибуты обрядов — водяной барабан, погремушка из тыквы-горлянки, веер из перьев, типи, костёр в форме прямого угла, свисток из кости орла, кедровые благовония.
Закон о свободе вероисповедания американских индейцев делает исключения для последователей данной церкви, поскольку в целом употребление пейотля в США запрещено.